# Психотропна речовина
Психотро́пна речовина́ (або психоакти́вна речовина́) — лікарський препарат, який діє на протікання психічних процесів у центральній нервовій системі людини, і таким чином може впливати на її свідомість, настрій тощо. Такі препарати застосовуються переважно у психіатричній практиці при порушеннях психічних функцій та розладах центральної нервової системи хворого. Також психотропні препарати використовуються у хірургії, терапії та інших профілях медицини.
Першим психоактивним препаратом, впровадженим у медичну практику, став аміназин (хлорпромазин). Його знеболюючі та заспокійливі властивості було виявлено анестезіологами на початку 1950-х років. Це дало поштовх до створення великої кількості нових психотропних препаратів та їхнього активного використання у психофармакології.
Оскільки ці препарати впливають на психіку та психомоторні процеси, ними іноді зловживають та використовують для досягнення певного психічного стану — надзвичайного збудження, приємної дрімоти тощо. Психотропні препарати, які вживаються без призначення лікарем, часто є наркотиками та становлять небезпеку для здоров'я, оскільки можуть викликати стан залежності та зруйнувати не лише психіку, але й фізичне здоров'я.

## Класифікація психотропних препаратів
За типом дії на нервову систему психоактивні речовини поділяються на вісім категорій:
- нейролептики
- транквілізатори
- седативні засоби
- антидепресанти
- нормотиміки (стабілізатори настрою)
- нормотимічні засоби (адаптогени)
- ноотропи
- психостимулятори

Засоби перших трьох груп діють на ЦНС заспокійливо, сповільнюючи або пригнічуючи психічні процеси в ній. Речовини, що належать до останніх чотирьох груп, навпаки, мають тонізуючий ефект, стимулюючи процеси збудження.

### Нейролептики
Нейролептики блокують ретикулярну формацію мозку та пригнічують вищу психічну нервову діяльність, не впливаючи при цьому на свідомість. На відміну від інших заспокійливих препаратів, мають антипсихотичну дію. Використовуються для усунення марення, галюцинацій, почуття страху, агресії, ослаблення психомоторної збудженості. Препарат активно застосовується при лікуванні важких психічних розладів та психопатологій. До нейролептиків належать аміназин, тіоридазин та інші похідні фенотіазину, галоперидол, хлорпротиксен та інші.
Нейролептичні засоби належать до основних класів психотропних препаратів, які застосовуються для лікування психічних розладів.
Нейролептиками (антипсихотичними) речовинами називають такі засоби, які викликають стан психомоторної байдужості.
Головна дія нейролептиків — їхня антипсихотична властивість, яка проявляється через 7 — 12 днів після початку застосування препаратів зняттям явищ марення та галюцинацій. Зменшується психічне та рухове збудження хворих, послаблюється відчуття емоційної напруги та агресивності.
Класифікація нейролептиків за хімічною будовою:
А. Типові антипсихотичні засоби:
- Фенотіазини:
  - аліфатичні похідні (аміназин, пропазин, левомепромазин)
  - піперидинові похідні (тіоридазин — сонапакс)
  - піперазинові похідні (метеразин, трифтазин, етаперазин, фторфеназин)
- Бутирофенони (галоперидол, дроперидол, трифлуперидол, меторин)
- Тіоксантени (хлорпротиксен)

Б. Атипові антипсихотичні засоби:
- Трициклічні нейролептики — похідні дибензодіазепіну (клозапін-азалептин)
- Похідні сульфонілбензаміду (сульпірид)
- Похідні індолу (резерпін)
- Дифенілбутилпіперидину (пімозид, флуспірілен)

За активністю нейролептичної дії щодо аміназину виділяють:
- Засоби зі слабшою дією (пропазин, тіоридазин, хлорпротиксен, левомепромазин)
- Засоби середньої сили дії, приблизно рівні з аміназином (метеразин)
- Засоби, наділені підвищеною нейролептичною активністю (трифтазин, етаперазин)
- Сильні нейролептики (галоперидол, трифлуперидол, фторфеназин)

За широтою терапевтичної дії виділяють:
- Нейролептики з широким спектром дії, які застосовують при гострих станах (аміназин, левомепромазин, пропазин, хлорпротиксен)
- Нейролептики, придатні для тривалої та підтримуючої терапії (аміназин, левомепромазин, фторфеназин, тіоридазин)
- Нейролептики для проведення спеціальних лікувальних курсів (етаперазин, галоперидол, трифлуперидол)

Локалізація дії дофамінових рецепторів і їхні ефекти, зв'язані з блокуючим впливом.
- Мезолімбічна система — антипсихотичний ефект. Емоційна індиферентність. Депресія.
- Гіпоталамус  — зниження температури тіла. Галакторея (підвищення виділення пролактину).
- Екстрапірамідна система — симптоми паркінсонізму.
- Хеморецептори тригерної зони блювотного центру — протиблювотна дія.

### Транквілізатори
Транквілізатори діють заспокійливо, усувають емоційне збудження, тривогу, страх, емоційну напруженість. Ці препарати мають сильнішу депримуючу дію на центральну нервову систему (ЦНС), ніж інші психоактивні речовини, але не мають антипсихотичного ефекту. Найвідомішими препаратами з цієї групи є феназепам, мезапам, хлозепід, оксолідин та інші.
Створюючи стан заспокоєння і байдужості до конфліктних ситуацій, знімають страх, тривогу. Внаслідок тривалого застосування транквілізатори можуть викликати звикання, а надалі — й залежність до них, тому їх застосовують короткочасно.
Класифікація транквілізаторів:
Залежно від точки прикладання транквілізатори поділяють на:
- Агоністи бензодіазепінових рецепторів (діазепам, лоразепам, нозепам, мезапам, феназепам, гідазепам, транксен).
- Агоністи серотонінових рецепторів (буспірон).
- Агоністи бензодіазепінів (флумазеніл).
- Похідні пропандіолу (мепротан — мепробамат, андаксин).
- Транквілізатори різного типу дії (амізил, метамізил, мебікар, фенібут, фабомотизол).

За тривалістю дії транквілізатори поділяються на:
- Транквілізатори короткочасного впливу — до 6 годин (мідазолам).
- Середньої тривалості впливу — до 24 годин (нозепам, лоразепам).
- Тривалого впливу — до 48 годин (діазепам, мезапам, транксен, феназепам, хлозепід).

### Седативні засоби
Седативні речовини діють заспокійливо на ЦНС, пригнічуючи її функцію та знижуючи процеси збудження. Їх переважно використовують для лікування невротичних розладів. До таких речовин відносять броміди (бромкамфора, адоніс-бром), валеріану, пустирник (кропива собача), півонію, м'яту та ін.

### Антидепресанти
Засоби, що використовують для лікування депресивних епізодів чи розладів.
Групи антидепресантів
- Селективні інгібітори зворотнього захвату серотоніну (СІОЗС): флуоксетин, пароксетин, сертралін, флувоксамін, циталопрам
- Трициклічні антидепресанти : амітриптилін, іміпрамін, кломіпрамін, доксепін, мапротилін, опіпрамол, дамілену малеїнат, азафен, фторацизин, дезипрамін
- Інгібітори моноамінооксидази (інгібітори МАО): бефол, метраліндол, моклобемід, пірліндол, похідні бета-карболіни.
- Препарати іншого походження: міансерин, тразодон, міртазапін, тіанептин, тразодон
- Рослинні антидепресанти: на основі екстракту звіробою — деприм, депривіт, лайф600, лайф900.

### Нормотимічні засоби
Нормотимічні засоби — стабілізатори настрою (тимостабілізатори) — препарати, що сприяють усуненню афективних розладів, які спостерігають передусім при циркулярних (маніакально-депресивних) порушеннях, при епілептичній дисфорії, а також в афективно нестійких психопатичних особистостей та ін. Сюди належать препарати літію (глюталіт, літію карбонат), протиепілептичні препарати, як карбамазепін, вальпроєва кислота, також виявляють нормотимічні властивості.

### Адаптогени
Лікарські засоби, що полегшують адаптацію (пристосування) організму до різних несприятливих впливів. Сюди належать переважно рослинні екстракти:
- Лимонника китайського;
- Женьшеню;
- Заманихи високої;
- Родіоли рожевої;
- Елеутерокока;
- Левзеї;
- Ехінацеї;

До адаптогенів хімічного походження можна віднести мебікар.

### Психостимулятори
Засоби, які викликають відчуття припливу сил, бадьорості, енергії, покращують настрій, послаблюють негативні емоції, пригнічують відчуття голоду, спраги, сонливості. Призначають при астеніях, загальмованості, для підвищення продуктивності праці.
Сюди належать: кофеїн бензоат натрію, мезокарб, сиднокарб, сиднофен.

Серед заборонених психостимуляторів, що небезпечні для здоров'я і викликають залежність, можна виділити: амфетамін і його похідні, ефедрин і його похідні, кокаїн.